# Saltviks Slip & Varv
Saltviks Slip & Varv AB, var ett skeppsvarv i Saltvik i Oskarshamns kommun, som anlades 1898 som Saltviks skeppsbyggeri på norra sidan av Saltviksviken av Nils Nilsson (1829–1901). Denne kom närmast från Stockholm, där han varit skeppsbyggnadsmästare på Ekensbergs varv och Sätra Varf.
Varvet såldes 1902 till en grupp lokala intressenter, vilka bildade AB Saltviks Slip. År 1917 rekonstruerades företaget. 
År 1919 hade varvet drygt 60 anställda. Det gick i konkurs 1921, drevs vidare av konkursboet och köptes 1924 av varvschefen Gustaf Skeppstedt (död 1932) samt ändrade namn till AB Saltviks Slip & Varv. Skeppstedt drev varvet till 1932, varefter hans svärson Efraim Björkman tog över.
Under perioden 1922–1942 bedrevs huvudsakligen reparationsverksamhet och ombyggnader,
År 1942 började varvet bygga fiskefartyg. Det första var trålaren GG 925 Beltana från Hönö på 70 fot, som senare minsprängdes tidigt under 1945. Hon var för sin tid mycket stor och modern och hade en trecylindrig motor. Under kriget byggdes två fiskefartyg till Tyskland, beställda av Båttjänst i Stockholm.
Åren 1946–1947 levererades till Island två  78-fotstrålare och 1951 två till Sovjetunionen. Det sista fiskefartyget som byggdes var Freyr, som levererades till Island 1957
Den tremastade skonaren Bardia byggdes 1949 för Nils Friberg Visby Rederi AB. Hon var den sista stora skuta, som byggdes i Sverige.
År 1958 byggde Saltviks Slip & Varv ett första stålfartyg, den 17,25 meter långa Färja 62/231 med plats för sex personbilar. Denna byggdes för seglats på Stora Le i Dalsland för Vägverket och levererades i sektioner till Dals Ed för montering.
Under 1950-talet fick varvet ekonomiska problem och det lades ner 1959. Varvsfastigheten såldes 1967 till Oskarshamns stad, varefter byggnaderna revs 1970.